# ابن المستوفي
ابن المستوفي وهو مبارك بن أحمد شرف الدين اللخمي والمعروف بابن المستوفي. كان مؤرخا ووزيرا في أربيل في حقبة السلطان مظفر الدين كوكبري
ولد ابن المستوفي في سنة 564 هجري الموافق لسنة 1169 ميلادي في قلعة أربيل وتوفي فيها سنة 637 هجري الموافق لسنة 1239 ميلادي كان ابن المستوفي ضليعا في مجالات التاريخ والأدب واللغة وله نتاجات كثيرة أهمها كتابه (تاريخ أربل) في أربعة أجزاء.